# Anarrhinum longipedicellatum
Anarrhinum longipedicellatum là một loài thực vật có hoa trong họ Mã đề. Loài này được R.Fern. mô tả khoa học đầu tiên năm 1959.